# Johannes Carmen
Johannes Carmen (aktiv von 1400 bis 1420) war ein französischer Komponist, Schreiber von Musikmanuskripten und Sänger des späten Mittelalters.

## Leben und Wirken
Die Lebensdaten von Johannes Carmen, also seine Daten und Ort von Geburt und Tod, sind bisher unbekannt geblieben. Seine Identität und seine musikgeschichtliche Bedeutung ergeben sich aus zwei Dokumenten vom Anfang des 15. Jahrhunderts und aus den überlieferten Kompositionen. Gewisse Bezüge zu seinem Umfeld lassen vermuten, dass „Carmen“ ein Pseudonym war; der Vorname „Johannes“ erscheint nur in einer handschriftlichen Zuschreibung. Er muss jedoch einen weit verbreiteten und dauerhaften Ruf gehabt haben. Am 11. Februar 1403 hat er in Paris vom Hof in Burgund eine Geldsumme erhalten und wurde in diesem Zusammenhang als escriptvain et inlumineur (Schreiber und Illustrator) bezeichnet. Im gleichen Jahr bekam er ebenfalls in Paris am 20. Dezember vom Kapellmeister der burgundischen Hofkapelle als escriptvain et noteur de chant zwei Pariser Francs für die Eintragung gewisser Hymnen und anderer neu gefertigter liturgischer Stücke in ein Musikbuch der herzoglichen Kapelle bezahlt („au livre des notes de la chappelle […] certains himes, glorias et patrems nouvellement faiz“). Er soll auch Kantor an der Kirche Saint-Jacques-de-la-Boucherie in Paris gewesen sein, was aber noch nicht gesichert ist. Der Schriftsteller und Dichter Martin Le Franc (um 1410–1461) stellt in seinem bekanntesten Werk Le Champion des Dames, geschrieben zwischen 1440 und 1442, Johannes Carmen und Johannes Cesaris in das Umfeld von Jean Tapissier, der in Burgund wirkte:
Tapissier, Carmen, Cesaris

N’a pas longtemps si bien chanterent

Qu’ilz esbahirent

Tout Paris

Et tous seulx qui les frequenterent

Mais onques jour ne deschanterent

En melodie de tel chois,

Ce m’ont dit que les hanterent

Que Guillaume du Fay et Binchois.

Hier berichtet der Dichter, dass die drei Komponisten mit ihrem Gesang ganz Paris in Erstaunen versetzt haben. Carmens Motette „Venite adoremus dominum / Salve sancta“ beklagt, dass die Kirche auf verschiedene Weise geteilt sei und wurde damit offenbar geschrieben, bevor das Ende des Großen Schismas auf dem Konzil von Konstanz 1417 herbeigeführt wurde.

## Bedeutung
Von Johannes Carmen sind drei Motetten überliefert; sie sind alle in isorhythmischer Form und scheinen alle auf neu komponierten Tenormelodien aufgebaut zu sein. Ungewöhnlich ist „Pontifici decori speculi“, weil hier die beiden obersten Stimmen durchgehend in einem Unisono-Kanon verlaufen. Die beiden anderen Motetten sind mit einer Solo-Tenorstimme aus Quellen des 15. Jahrhunderts ergänzt und lassen sich auf eine dreistimmige Ausführung zurückführen. Die Motetten sind in der Reihe Corpus Mensurabilis Musicae (CMM) im Jahr 1955 veröffentlicht worden.

## Werke
Ausgabe: Early Fifteenth-Century Music I, herausgegeben von Gilbert Reaney, ohne Ortsangabe 1955, Seite 39–61 (= CMM Nr. 11,I)
- Motette „Pontifici decori speculi“ zu vier Stimmen
- Motette „Salve pater creator omnium“ / „Felix et beata“ zu vier Stimmen
- Motette „Venite adoremus dominum“ / „Salve sancta eterna trinitas“ zu vier Stimmen